# Stanislav Kasík
Stanislav Kasík (* 18. prosince 1949, Děčín) je český heraldik a popularizátor heraldiky.

## Život
Po vyučení v oboru lodní mechanik na odborném učilišti v Děčíně byl od roku 1968 zaměstnán u Československé plavby labsko-oderské. V letech 1973–1977 pracoval v zemědělství. K  původní profesi lodní techniky se vrátil v roce 1977 a pracoval zde do roku 1996. Při zaměstnání vystudoval Střední ekonomickou školu v Děčíně.
Za 25 let činnosti vytvořil více než šest set návrhů obecních symbolů a vlajek pro města (z celkového počtu přes 5 000 vlajek a téměř 5 000 znaků).
Žije a tvoří v Roudnici nad Labem, kde provozuje heraldickou kancelář „Dauphin“. V roce 1994 proběhla samostatná výstava heraldických prací v prostorách Okresního vlastivědného muzea v Litoměřicích. Články publikuje v odborných a historických časopisech a v elektronické podobě na stránkách Heraldické terminologické konvence.